# Oncocnemis strioligera
Oncocnemis strioligera là một loài bướm đêm trong họ Noctuidae.